# Piet Wefers Bettink
Petrus Johannes (Piet) Wefers Bettink (Utrecht, 13 december 1921 – aldaar, 7 mei 1945) was een Nederlands verzetsstrijder en ambtenaar.
Hij studeerde rechten aan de Rijksuniversiteit Utrecht en behaalde zijn kandidaats. In 1943 stopte Wefers Bettink met studeren toen de Duitsers een loyaliteitsverklaring eisten van alle studenten. Tijdens de Tweede Wereldoorlog was Piet Wefers Bettink actief in het verzet en de illegale pers. Hij was betrokken bij de Binnenlandse Strijdkrachten  en was medewerker van de krant Je maintiendrai.
Op 7 mei 1945 nam Piet Wefers Bettink deel aan een actie van de Binnenlandse strijdkrachten, in de nog steeds bezette stad Utrecht, waarbij NSB'ers en Duitsers moesten worden ontwapend. Er ontstond een vuurgevecht met de Duitsers in het Wilhelminapark (Rosarium). Tien van de twaalf leden van de BS kwam om, waaronder Wefers Bettink. Enkele dagen later was er een rouwdienst in de Nicolaikerk te Utrecht. Naast Piet Wefers Bettink werden hier Gerard Hoogewerff, Jan Muus, Piet Laseur en Paul van den Hurk herdacht. Piet Wefers Bettink werd 23 jaar. Hij werd begraven op de Gemeentelijke Begraafplaats Tolsteeg in Utrecht. Hij wordt herdacht op een monument bij het Rosarium aan de Prinses Marijkelaan te Utrecht. Dit monument werd op 5 mei 1947 onthuld.